# Gumāni River
Gumāni River är ett vattendrag i Bangladesh.   Det ligger i provinsen Rajshahi, i den centrala delen av landet, 120 km nordväst om huvudstaden Dhaka.
Trakten runt Gumāni River består till största delen av jordbruksmark. Runt Gumāni River är det mycket tätbefolkat, med 1 056 invånare per kvadratkilometer.